# Mario & Luigi: Superstar Saga
Mario & Luigi: Superstar Saga är ett datorrollspel till Game Boy Advance, som släpptes 2003.
Spelet är det första i en serie datorrollspel, där även spelen Mario & Luigi: Partners in Time och Mario & Luigi: Bowser's Inside Story, bägge till Nintendo DS, ingår.

## Handling
Spelet börjar med att prinsessan Peach väntar besök från en ambassadör från grannlandet Beanbean Kingdom. Den så kallade ambassadören visar sig vara den onda häxan Cackletta under förklädnad, som, med hjälp av sin underhuggare Fawful, stjäl Peachs röst, och byter ut den mot sprängämnen; När hon talar - genom en pratbubbla - visas bomber istället för tecken, som faller ned på marken och exploderar. Efter att Toad varnat dem, ger Mario och Luigi sig iväg till Peachs slott, där de träffar Bowser, som bestämt sig för att inte kidnappa Peach - vilket han annars gör i nästan varje Mariospel - då hon skulle förstöra hans borg genom att tala.
Mario och Luigi reser med Bowser till Beanbean Kingdom, för att försöka få tillbaka Peachs röst. Under spelets gång får de reda på att Cacklettas mål är att aktivera Beanstar, ett objekt som uppfyller innehavarens alla önskningar, för att kunna ta över världen. Beanstar kan dock bara aktiveras av någon med en "ren röst", och Peach är den enda personen i världen som har en sådan.
Mitt i spelet, efter en bosstrid mot Cackletta, förstörs hennes kropp, varpå hon med Fawfuls hjälp förflyttar sin själ till Bowsers kropp, och tar över den. Detta resulterar i monstret Bowletta. När Bowletta - och även Mario och Luigi - får reda på att hon faktiskt inte lyckades stjäla Peachs röst - det var i själva verket en utklädd Birdo - kidnappar hon den verkliga Peach, och tar kontroll över Bowsers borg. Mario och Luigi går samman med Beanbean Kingdoms prins, Peasley, för att besegra Bowletta, och rädda Beanbean Kingdom och Mushroom Kingdom.

## Karaktärer

### Karaktärer som återkommer från andraMario-spel
- Mario
- Luigi
- Bowser
- Prinsessan Peach
- Birdo
- Toadsworth
- Yoshi

### Karaktärer som visas för första gången i detta spel
- Drottning Bean

För att stärka vänskapsbanden mellan Beanbean och Mushroom har hon bjudit in Peach i landet. Drottningen har blivit tvingad att äta en äcklig mask som förvandlar henne till ett monster. Mario & Luigi räddar henne ur det genom att mata henne med Chuckola Cola.
- Prins Peasley

Prins Peasley är en mycket modig man som utför hemliga uppdrag åt sitt rike. Han flyger omkring på en kudde och utstrålar en aura som gör att han skiner. Han blir förvandlad till ett monster av Fawful, men blir räddad av Mario & Luigi. Senare blir han uppäten av Piranha Bean men Luigi räddar honom.
- Cackletta & Bowletta

Cackletta är Beanbean Kingdoms värsta hot. Hon vill ta över världen och stjäl därför Peachs röst och Beanstar. Sedan lägger hon staden i ruiner och förvandlar drottningen till ett monster. Senare blir hon besegrad av Mario och Luigi, men Fawful räddar henne genom att låta hennes ande ta över Bowsers kropp. Hon blir Bowletta, tar över Bowsers slott, hans kungarike och alla hans 7 barn befaller hon att döda Mario & Luigi med.
- Fawful

Fawful är Cacklettas favoritundersåte, han följer med henne överallt och förvandlar Peasley till en drake. Senare visar han sitt riktiga jag, i Partners in Time säljer han brickor mot bönor och har planer på att hämnas på Mario och Luigi som besegrat honom i Superstar Saga.
- Popple

Popple kallar sig för skuggtjuven och han får kontroll över både Bowser och Birdo. Han har bara slagits mot bröderna en gång i spelet ensam. Han avskyr att Birdo är kär i honom och skyller alltid på sin partner. Han är intresserad av Chuckolareserven och Beanstar.
Popple gör sitt andra framträdande i Mario & Luigi: Dream Team Bros.
- Lady Lima

Lady Lima är Drottningens betjänt. Hon blir tillfångatagen av Cackletta som använder hennes skepnad för att lura bröderna att stänga av Beanstars bevakningssystem.
- Jojora

Jojora är en kompis till en kusin till den som vaktade Joke's End för länge sedan. Hon ser hela platsen som en lekplats och hon testar bröderna här. Hennes belöning till dem blir att få dejta en av hennes vänner som visar sig vara ett fult troll.